# CADdy (Software)
CADdy ist ein CAD-Programm der ehemaligen Ziegler Informatics GmbH und wird heute von DataSolid, IGE+XAO-Group und Wenninger Geoinformatik weitergeführt.
Die Software wird für die mechanische Konstruktion in 2D/3D, sowie Lösungen für Computer Aided Manufacturing (CAM), Elektrotechnik, Finite-Elemente-Methode (FEM), GIS (grafische  Informationstechnologie) und Produktdaten-Management (PDM) eingesetzt.
Es existieren verschiedene Module für:
- Architektur
- Elektronik
- Elektrotechnik
- GIS
- Maschinenbau
- Stahlbau
- Vermessung
- Eventplanung
- Elektroinstallation
- Schaltschrankaufbau

Ab etwa 1992 wurden für verschiedene Anwendungsbereiche unter der Bezeichnung CADdy++ Windows-Programme entwickelt.
CADdy Classic Vermessung wird von der CADdy Geomatics GmbH weiterentwickelt. Es gibt Module für vermessungstechnische Berechnungen, Plangestaltung und CAD, DGM, Straßenbau, Kanalbau und Verwaltung.
CADdy GIS/Kartografie ist ein grafisches Informationssystem auf Windows-Basis, das sich für die Verwaltung von grafischen Informationen, Dokumenten zur Routenplanung und Zielführung und zur Erstellung von Karten eignet.
Zwischenzeitlich wurde eine browserbasierte Lösung unter dem Namen WebCaddy veröffentlicht.
Unter CADdy++ electrical wird die CAD-Software für Elektrotechnik durch die IGE+XAO-Group entwickelt.
Das Produkt CADdy++ Maschinenbau wird seit 2001 von der Firma DataSolid entwickelt und ist ein 2D/3D-Paket, das auf dem ACIS-Kern von Spatial aufbaut und so Kompatibilität mit anderen CAD-Systemen ermöglicht.
CADdy++ PDM ist ein Produktdaten-Management-System.